# Ter (fleuve)
Pour les articles homonymes, voir Ter.
Le Ter est un fleuve espagnol de Catalogne qui prend sa source dans les Pyrénées catalanes, arrose Gérone puis se jette dans la mer Méditerranée.

## Histoire
Le bras nord du Ter est dévié durant la première moitié du XIVe siècle. Il irriguait la zone d'Aiguamolls et Pals (qui était un port).
La bataille de la rivière Ter ou bataille de Torroella, livrée le 27 mai 1694, est une victoire des troupes françaises du maréchal de Noailles sur les Espagnols du duc d'Escalona, Juan Manuel Fernández Pacheco, vice-roi de Catalogne.
Le département du Ter est un ancien département français, de 1812 à 1813, à l’époque du Premier Empire, dont le chef-lieu était Gérone.

## Géographie
La source du Ter (en catalan : la Font del Ter) se trouve à 2 372 m d'altitude,,, à environ 500 m de la frontière entre l'Espagne et la France, dans le cirque d'Ulldeter sur le territoire de la commune de Setcases.
Long de 208 kilomètres, il ne traverse d'autre région que la Catalogne, avant de se jeter dans la mer Méditerranée, à L'Estartit.

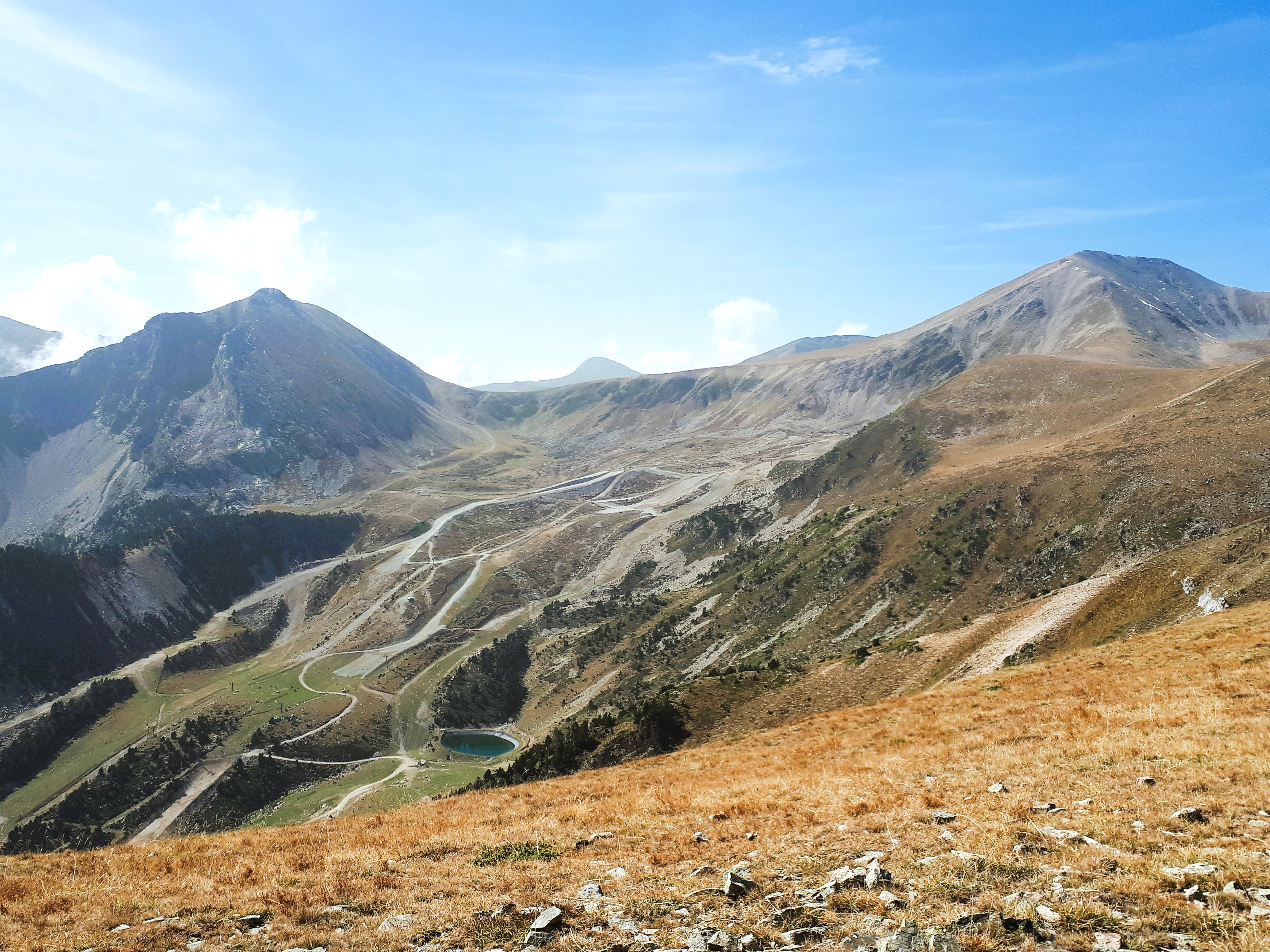
Les sources du Ter à 2 372 m d'altitude, dans le cirque d'Ulldeter formé notamment par le gra de Fajol (en) (2 717 m) à gauche, le pic du Géant (2 881 m) à droite, le coll de la Marrana (2 533 m) entre les deux. Le torrent naissant s’écoule vers la gauche de l’image, passe derrière le puig dels Lladres (2 376 m) et poursuit son cours. Au premier plan, les aménagements de la station de Vallter 2000.
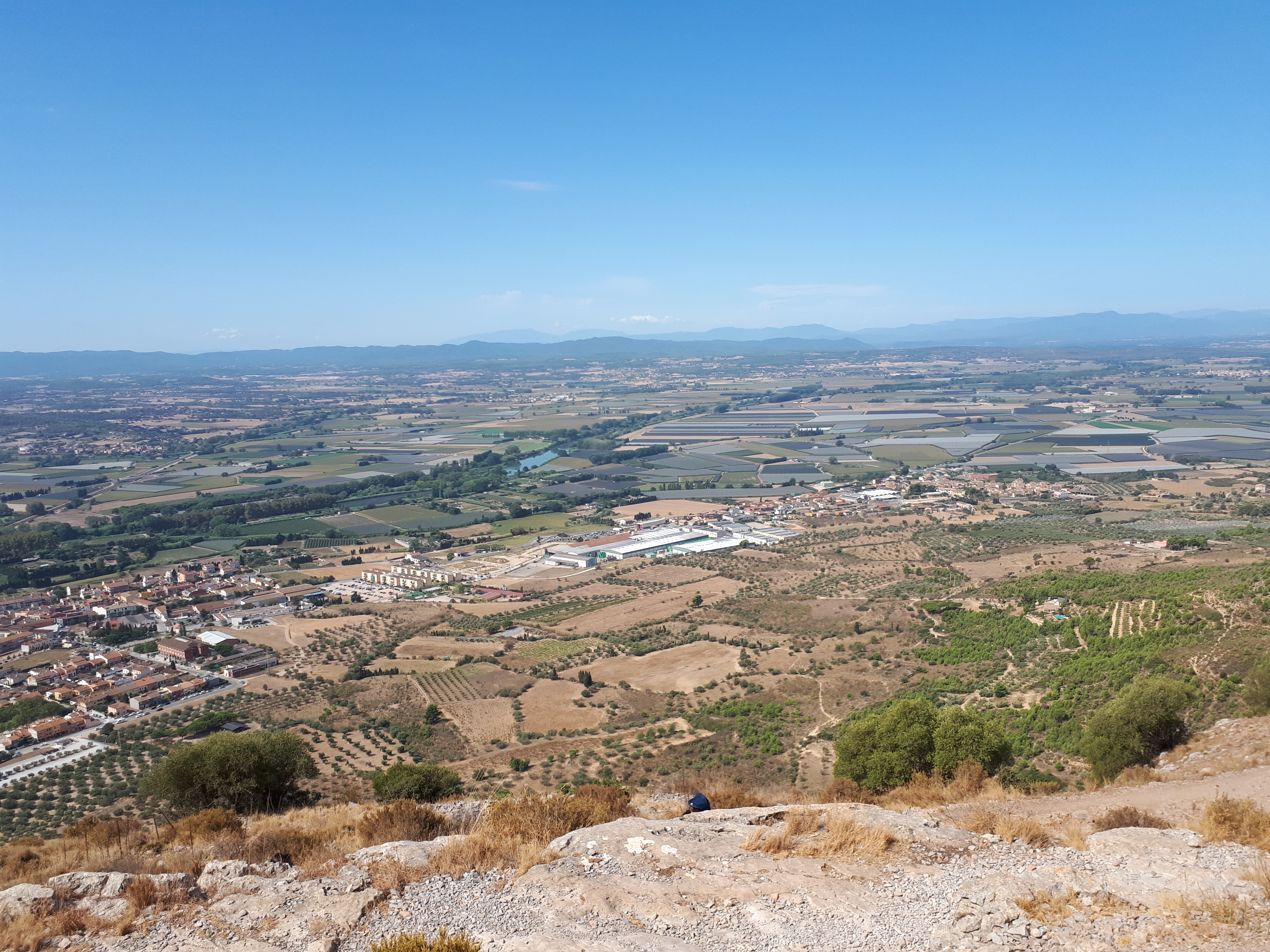
Le Ter à Torroella de Montgrí, Baix Empordà.
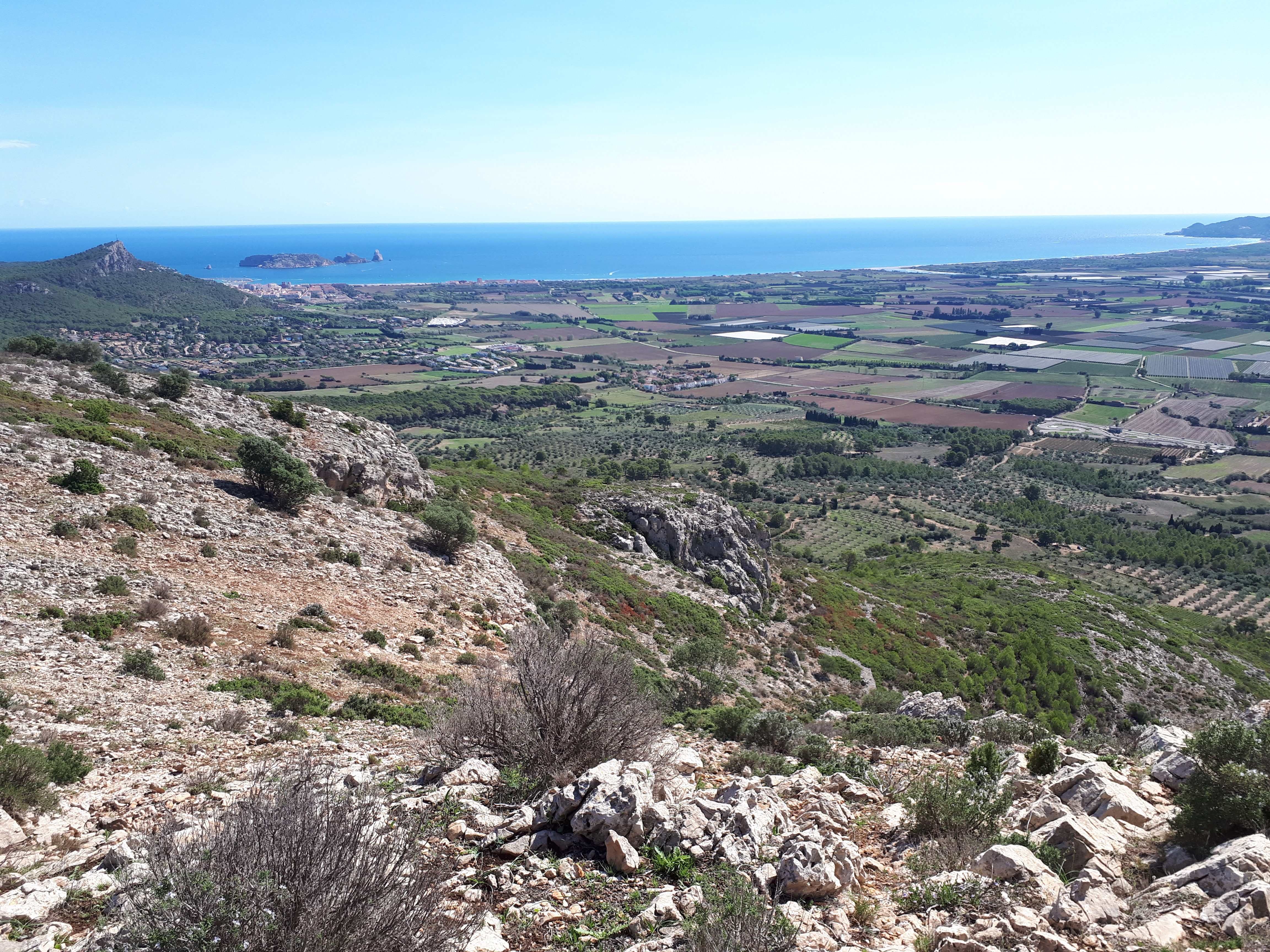
L'embouchure du Ter, à L'Estartit.

### Communes traversées
Le Ter traverse les communes suivantes, de l'amont vers l'aval :
- Setcases (source), Vilallonga de Ter, Llanars, Camprodon, Sant Pau de Segúries, Sant Joan de les Abadesses, Ripoll, Montesquiu, Sant Quirze de Besora, Sant Vicenç de Torelló, Torelló, Sant Hipòlit de Voltregà, Les Masies de Voltregà, Manlleu, Roda de Ter, Vilanova de Sau, Susqueda, Osor, la Cellera de Ter, Anglès, Sant Julià del Llor i Bonmatí, Bescanó, Salt, Gérone, Sarrià de Ter, Sant Julià de Ramis, Medinyà, Celrà, Bordils, Cervià de Ter, Sant Joan de Mollet, Flaçà, Sant Jordi Desvalls, Colomers, Jafre, Verges, Ultramort, Ullà, Torroella de Montgrí, L'Estartit (embouchure).

Il traverse les cinq comarques suivantes, de l'amont vers l'aval :
- Ripollès, Osona, La Selva, Gironès et Baix Empordà.

### Bassin versant
Son bassin versant est de 3 010 km2[réf. nécessaire].

## Hydrologie
Son module de 25 m3/s[réf. nécessaire].

## Aménagements et écologie

### Barrages
- Barrage de Sau
- Barrage de Susqueda (ca)
- Barrage de Pasteral (ca)
- Barrage de Colomers (ca)
- Barrage de Seva (ca), sur le Gurri (ca), affluent de la rive droite du Ter

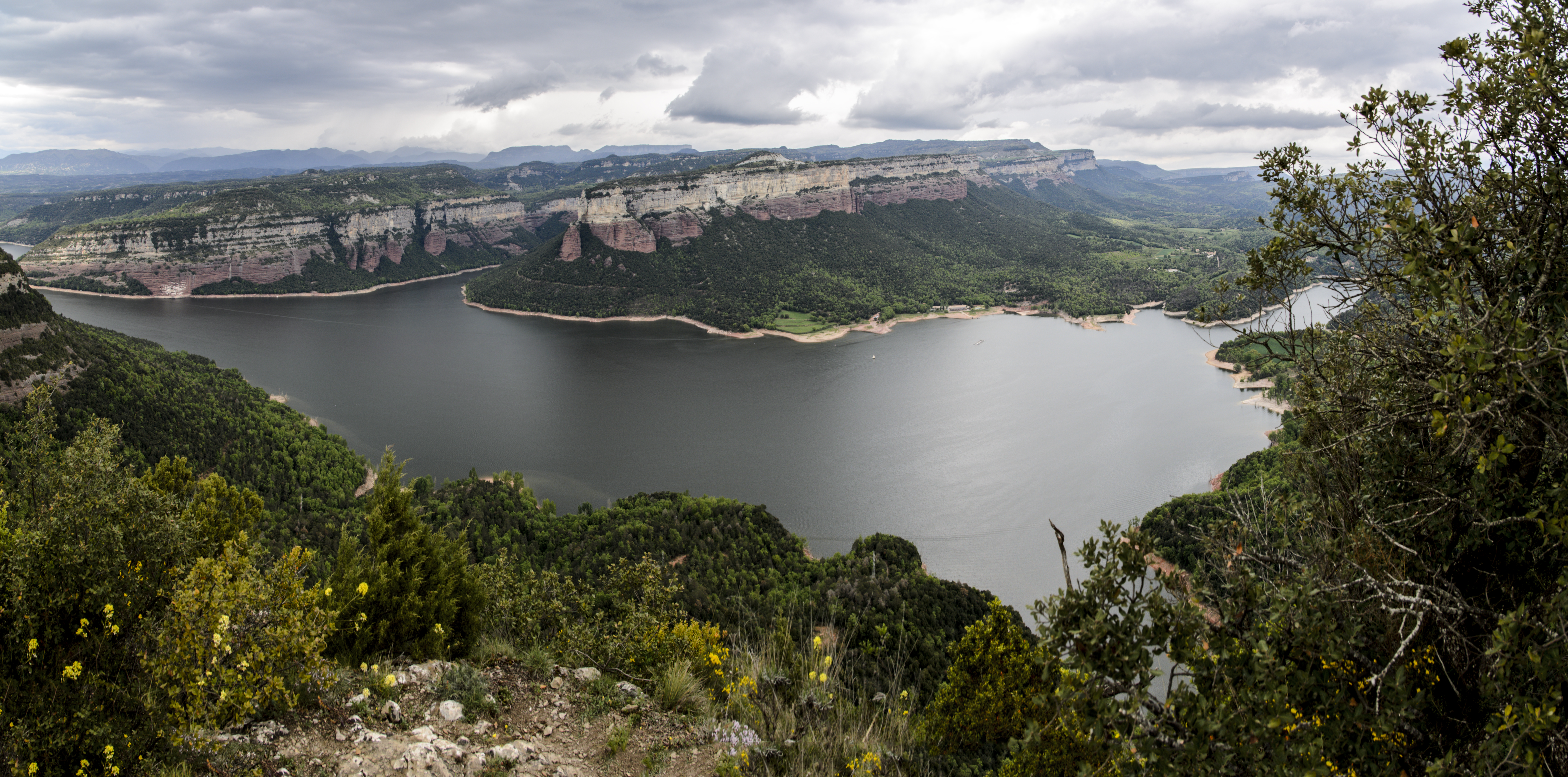
Le barrage de Sau.
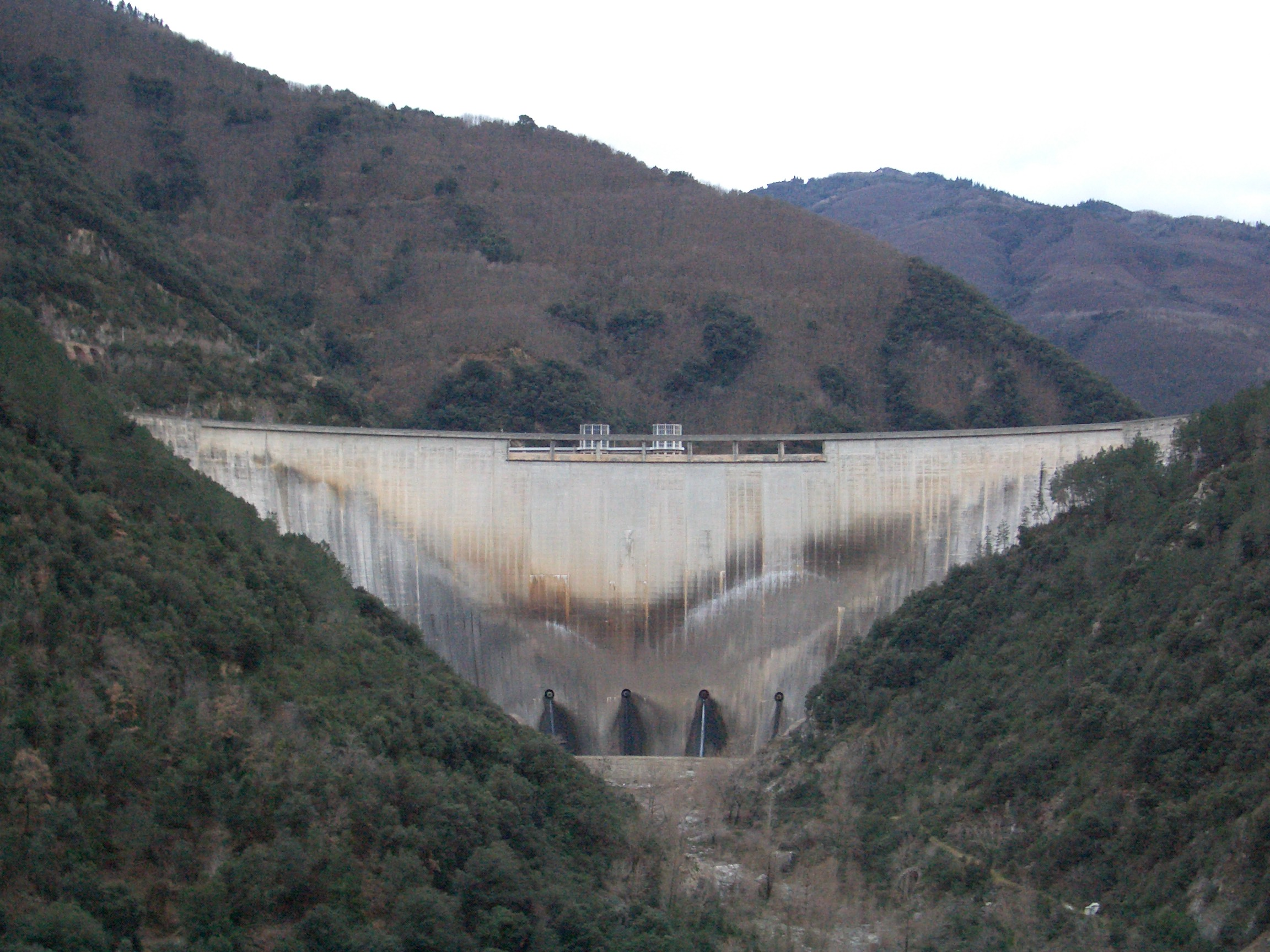
Le barrage de Susqueda (ca).
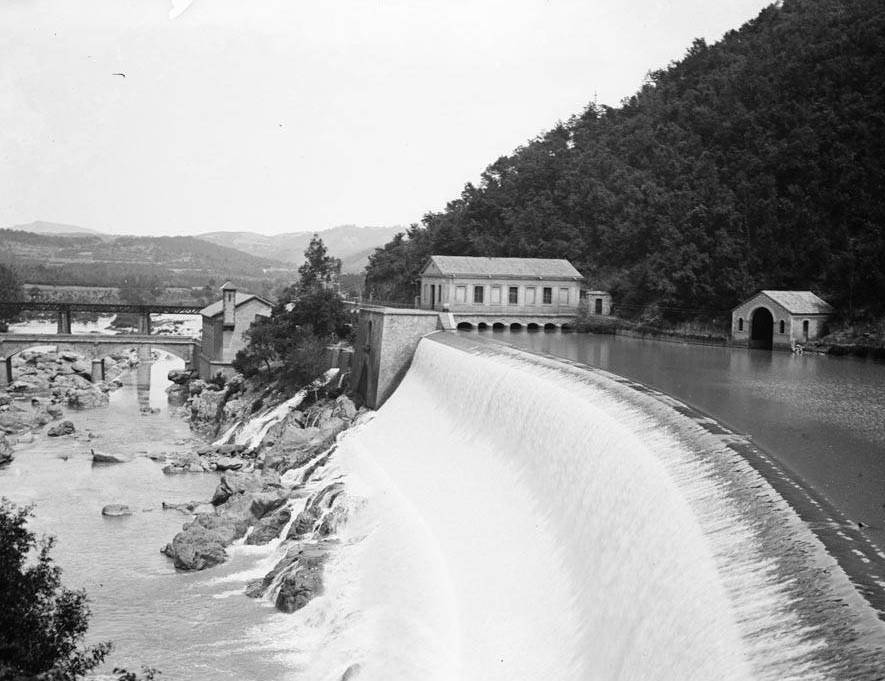
Le barrage de Pasteral (ca).
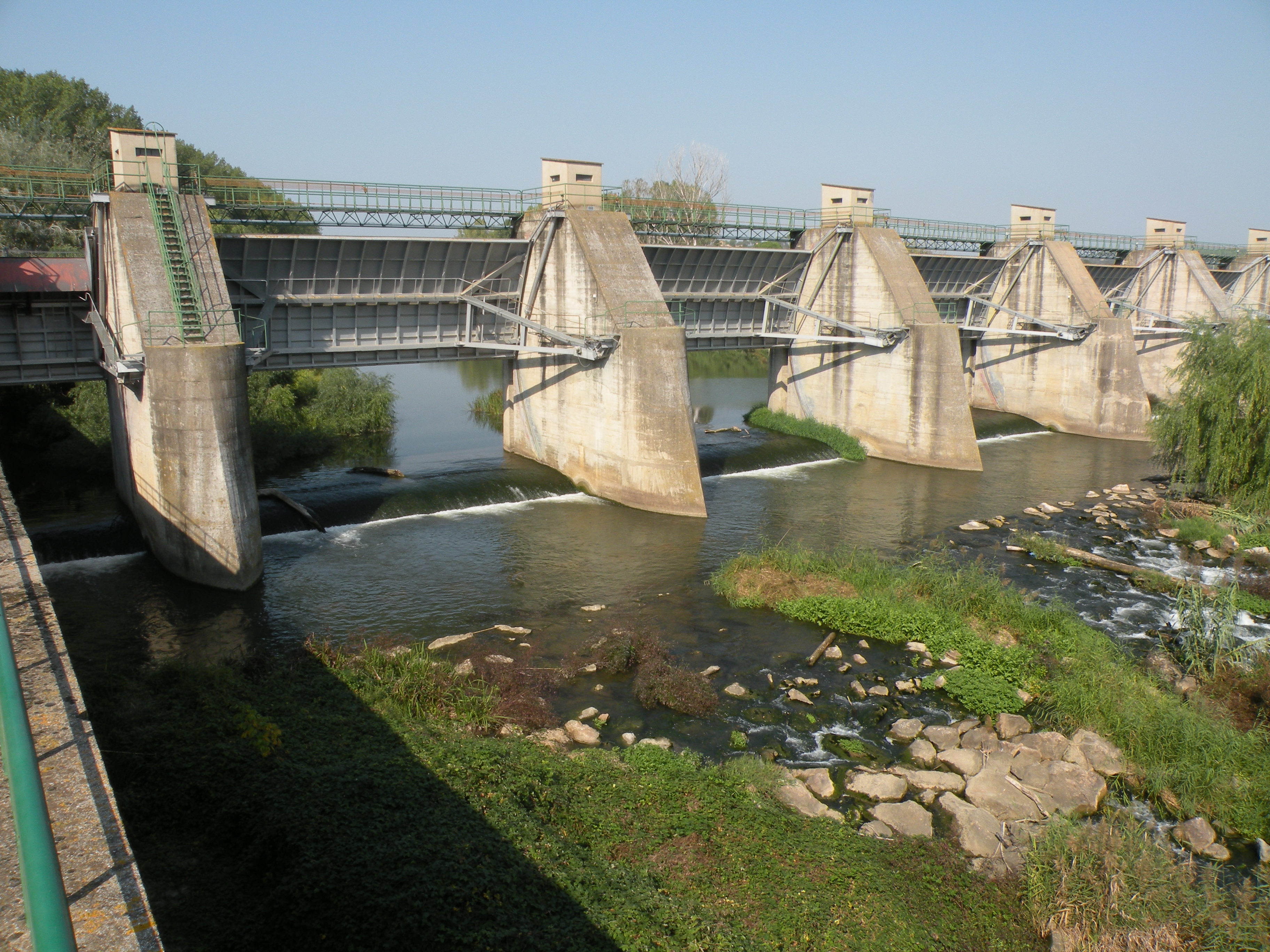
Le barrage de Colomers (ca).
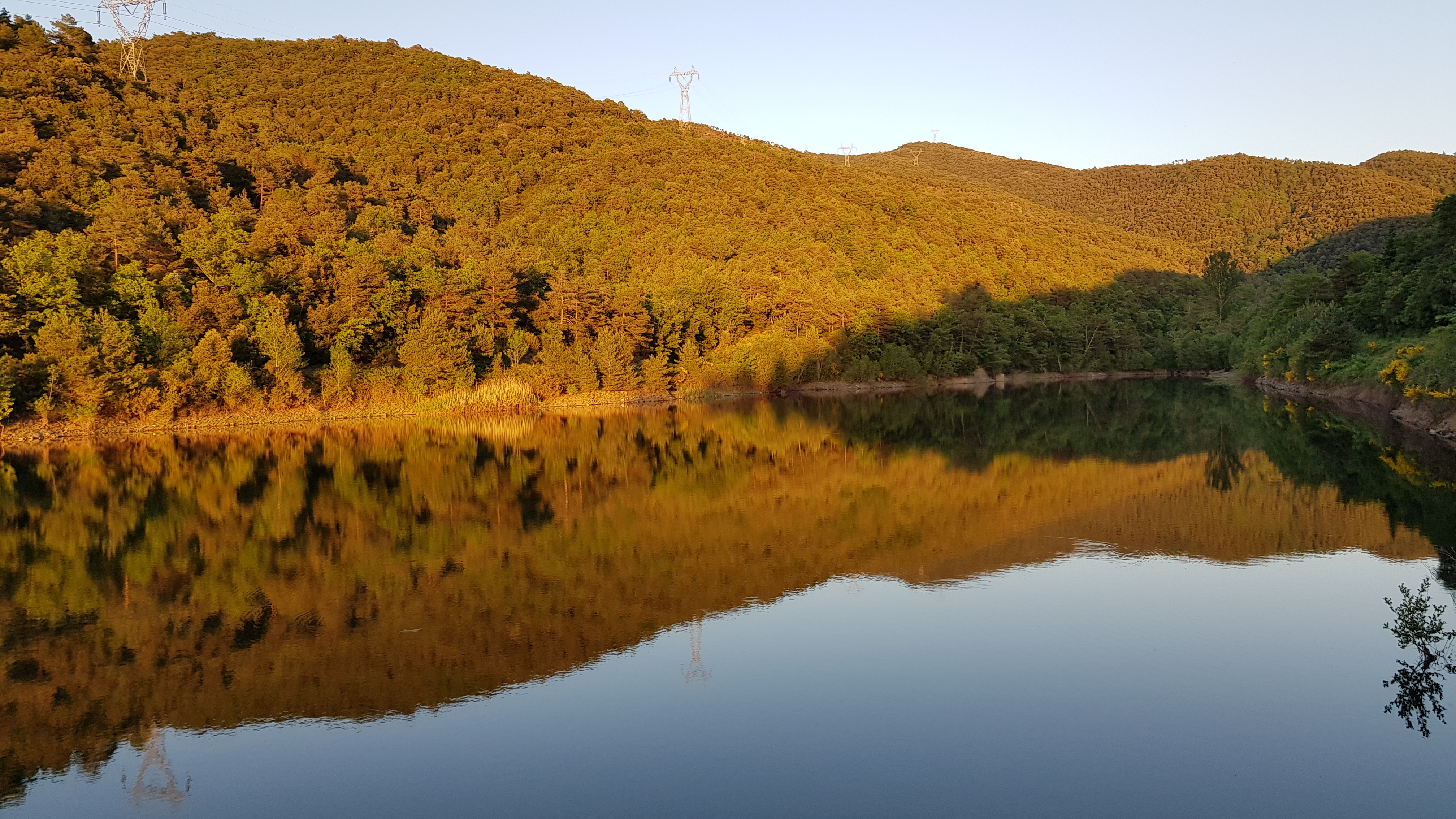
Paysage du barrage de Seva (ca).

### Protection
Les cirques donnant naissance au Ter et à son affluent le Freser sont protégés par le parc Natural de les Capçaleres del Ter i del Freser.